# تشارلز بروكس
تشارلز بروكس (17 فبراير 1927 في المملكة المتحدة - 18 مايو 2002 في المملكة المتحدة)  (بالإنجليزية: Charles Brooks)‏ هو لاعب كريكت بريطاني. لعب مع Berkshire County Cricket Club ‏.